# A Dança da Morte
A Dança da Morte (original: The Stand) é um romance pós-apocalíptico de horror/fantasia do escritor norte-americano Stephen King, publicado originalmente em 1978. 
Recebeu uma edição expandida (The Stand: The Complete & Uncut Edition) em 1990, e uma adaptação para a televisão em forma de minissérie em 1994, pela rede norte-americada ABC. O livro segue o gênero pós-apocalíptico, retratando um mundo devastado por uma grande peste durante a década de 1980 (ou seja, em um futuro próximo, considerada a época do lançamento do livro).

## Sinopse
O romance está estruturado em 3 partes distintas, em sequência cronológica, cada uma desenvolvendo uma etapa específica da história.